# Beyne-Heusay
Beyne-Heusay (valonă Binne-Heuzea) este o comună francofonă din regiunea Valonia din Belgia. Comuna este formată din localitățile Beyne-Heusay, Bellaire, Queue-du-Bois și Moulins-sous-Fléron și este situată în aglomerația orașului Liège. Suprafața totală a comunei este de 7,32 km². La 1 ianuarie 2008 comuna avea o populație totală de 11.857 locuitori. 